# Guldensporencollege
Het Guldensporencollege is een katholieke middelbare school in de Belgische stad Kortrijk. Het college kwam tot stand in 2013 na een fusie van het Sint-Amandscollege en de Pleinschool. In 2018 werd de school uitgebreid met het Vrij Technisch Instituut Kortrijk met inbegrip van de vestiging uit Gullegem.

## Geschiedenis
In 2008 onderzochten het Sint-Amandscollege en de Pleinschool samenwerkingsmogelijkheden. De Pleinschool was een fusie uit 2001 van de Onze-Lieve-Vrouw van Bijstand-school, het Ten Broele-instituut, het Sint-Jozefinstituut en het O.L.V-ter Engelenlyceum ('t Fort). In 2007 ruimde Bijstand plaats voor het winkelcomplex van K in Kortrijk en werden de andere vestigingen respectievelijk herdoopt tot Pleinschool Broelkant, Groeningekant en Leiekant. 
In 2009 werd de scholengroep De Pleinschool Sint-Amandscollege (DPSA vzw) opgericht. In 2011 besloot deze vzw om het secundair onderwijs te gaan uitdoven in Pleinschool Groeningekant, Pleinschool Broelkant en Campus Collegewijk van het Sint-Amandscollege in Harelbeke.
In september 2013 werd de volledige fusie ingezet tussen beide scholengroepen. Verhuizingen, afbraak- en bouwwerken leidden tot onderwijs op vier campussen:
- Kaai (voormalig Sint-Amandscollege Noord) verwelkomde in september 2013 de derde graad van Pleinschool Broelkant. In september 2015 werd een nieuwbouw aan de Vercruysselaan in gebruik genomen waardoor de tweede graad van campus Plein kon verhuizen. In september 2017 kwam de derde graad van campus Plein erbij en verhuisde de eerste graad daarheen. In 2017 werd de Collegetoren uit 1977 afgebroken en de K Tower ernaast gebouwd voor woningen.
- Plein (voormalige Pleinschool Leiekant en daarvoor 't Fort) herbergde vanaf september 2013 de tweede graad van Pleinschool Broelkant tot de hele tweede graad in september 2015 naar campus Kaai verhuisde. In september 2017 trok ook de derde graad daarheen en kwam de eerste graad van de toenmalige campus Groeninge naar campus Plein. Sinds 2018 is hier ook een internaat voor Kortrijkse leerlingen van 10 tot 18 jaar oud.[5]
- Harelbeke (voormalig Sint-Amandscollege Harelbeke): eerste en tweede graad. In september 2015 namen de leerlingen uit Campus Collegewijk hun intrek in de nieuwbouw op Campus Heilig Hart.  In september 2018 kwamen daar de leerlingen van campus VTI-Harelbeke erbij.
- Zuid (voormalig Sint-Amandscollege Zuid): eerste en tweede graad.

In september 2018 zijn de drie campussen van het Vrij Technisch instituut uit de Kortrijkse Beekstraat, de Harelbeekse Stasegemsesteenweg en de afdeling in Gullegem ook toegetreden tot het Guldensporencollege. Dit leverde de school twee extra campussen op:
- Gullegem (voormalige campus VTI-Gullegem) : eerste en tweede graad.
- Engineering (voormalige campus VTI-Kortrijk in de Beekstraat) : tweede en derde graad.